# Centerville (comté de Fresno, Californie)
Centerville est une census-designated place des comtés de Fresno et de Placer, dans l'État de Californie, aux États-Unis,. En 2020, elle compte une population de 378 habitants.